# 德清县第三中学
浙江省德清县第三中学是浙江省湖州市德清县一所省一级重点普通中学，创办于1951年，其前身为“德清县初级师范学校”，1956年，临安初师三个小教班并入该校，并招收二个初中班。1958年改名为“德清县第三初级中学”。70年代中期另设初中部地址二完小。1971年正式改名为“浙江省德清县第三中学”。2002年9月由原觉海寺路迁入现址。于2006年被评定为浙江省一级重点普通高中。

## 学校规模
学校有教学班37个，专任教师134人，现占地99874平方米（152亩），总投入近亿元，总建筑面积37664平方米，绿化面积33016平方米。有标准的400米塑胶田径运动场；2550平方米的校体艺馆。校图书信息楼建筑面积1294平方米，总藏书70000多册。。
学校现有37个教学班，在校人数1500人；在编教职工144人，专任教师134人。其中全国模范教师、省特级教师1人，省优秀教师1人，全国优秀英语教师一名，省优秀教师一名，省“春蚕奖”获得者两名。中学高级教师 42人，占全校教师比例为31.5%，中学一级教师58人，占教师比43%，中学二级教师31人，占教师比23.8%； 省、市、县教育教学骨干、能手、新秀40多人。。

## 学校荣誉
德清三中近年来先后被评为：国家基础教育实验中心外语教育研究中心实验学校、全国心理健康教育十佳学校、中国特色教育示范基地、浙江省一级重点中学、浙江省卫生先进单位、浙江省绿色学校、浙江省教育质量创新先进学校、浙江省体育特色学校、湖州市文明单位。。

## 知名校友
- 胡伟，中华人民共和国海关总署副署长
- 王平，美国康奈尔大学终身教授
- 章新泉，联合国人居所社会与发展局局长
- 沈敏娟，中国驻马来西亚大使馆参赞
- 汪逸芳，浙江省著名女作家
- 姬新龙，新华社主任记者，中国驻韩国首席记者
- 阿年，中国著名导演
- 钟新章，航空兵某师参谋长空军特级飞行员

## 学校主页
- （简体中文）浙江省德清县第三中学网站